# Kościół św. Zofii w Bobowej
Kościół świętej Zofii w Bobowej – rzymskokatolicki kościół filialny należący do parafii Wszystkich Świętych w Bobowej równocześnie kościół patronki miasta Bobowa.

## Historia
Jest to świątynia wzniesiona w 2. połowie XV wieku, a pierwsza wzmianka o niej pochodzi z 1475 roku. Później przejściowo została zajęta przez arian i została rekoncyliowana przez katolików w 1646 roku. Wielokrotnie była niszczona przez pożary. Gruntownie została odnowiona w 1808 roku dzięki staraniom Michała Miłkowskiego i na początku XX wieku. Podczas odpustu ku czci św. Zofii - 15 maja 2018 r. bp tarnowski Andrzej Jeż poświęcił odnowiony gruntownie kościół. 

## Architektura
Jest to budowla gotycka, murowana, wzniesiona z kamienia. Świątynia jest jednonawowa i posiada prezbiterium zamknięte trójbocznie, opięta jest uskokowymi szkarpami w narożnikach i jedną umiejscowioną niesymetrycznie w zachodniej ścianie nawy. W jedną ze szkarp wmurowana została kropielnica późnogotycka pochodząca z 4. ćwierci XV wieku, kamienna, posiadająca dekorację maswerkową, być może była kiedyś czarą dawnej chrzcielnicy. Budowla nakryta jest dwuspadowymi dachami, pokrytymi gontem, do początku XX wieku posiadały wspólną kalenicę. Nad prezbiterium znajduje się wieżyczka na sygnaturkę nakryta ostrosłupowym dachem hełmowym. Wnętrze jest nakryte stropem płaskim i ozdobione fragmentami polichromii pochodzącej z XV wieku, w prezbiterium ozdobionej z lewej strony ołtarza napisem - hieragram gotycki napisany średniowieczną łaciną, wykonany minuskułą - Ihus Xpus co znaczy Jezus Chrystus. W ołtarzu głównym późnogotycki obraz św. Zofii z córkami (patronki kościoła i miasta) z początku XVI w. malowany temperą na desce. Obraz prawdopodobnie pod koniec XV w. zamówił fundator świątyni. Okna są ostrołukowe, gotyckie i powstały w XV wieku. Trzy portale w stylu gotyckim pochodzą z XV wieku, najcenniejszym z nich jest ostrołukowy portal zachodni, prowadzący do nawy, umieszczony w schodkowym obramieniu, posiadającym laskowanie w tzw. typie długoszowskim. Przy kościele stoi dzwonnica z 2. połowy XIX w., od 2019 roku znajdują się w niej trzy nowe dzwony o imionach: Wiara, Nadzieja, Miłość - takie same imiona jak córki św. Zofii patronki miasta. Poświęcenia tych dzwonów dokonał biskup diecezji kieleckiej Jan Piotrowski, 15 maja 2019 r. podczas corocznego odpust ku czci św. Zofii.

## Galeria

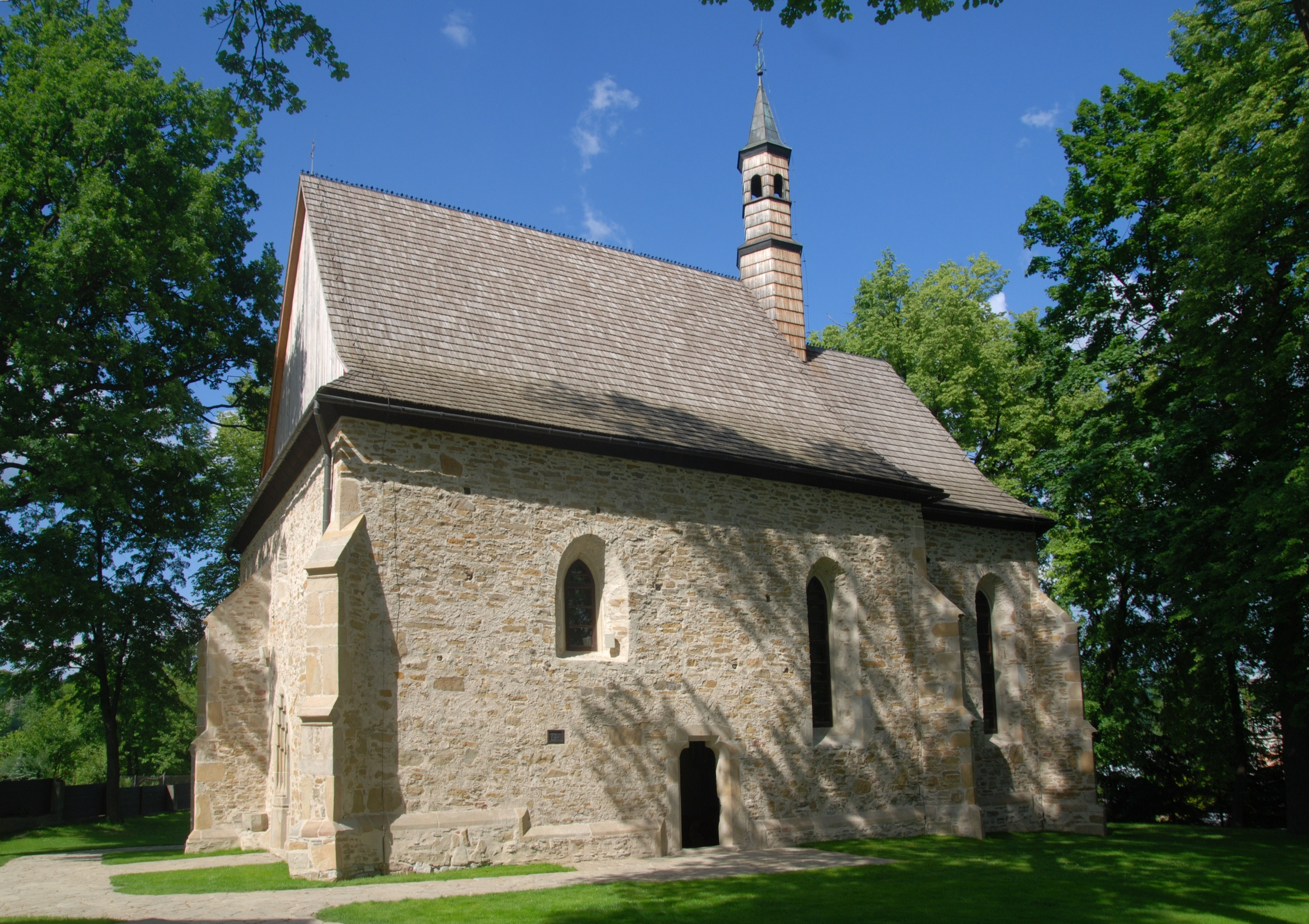
Elewacja wschodnia
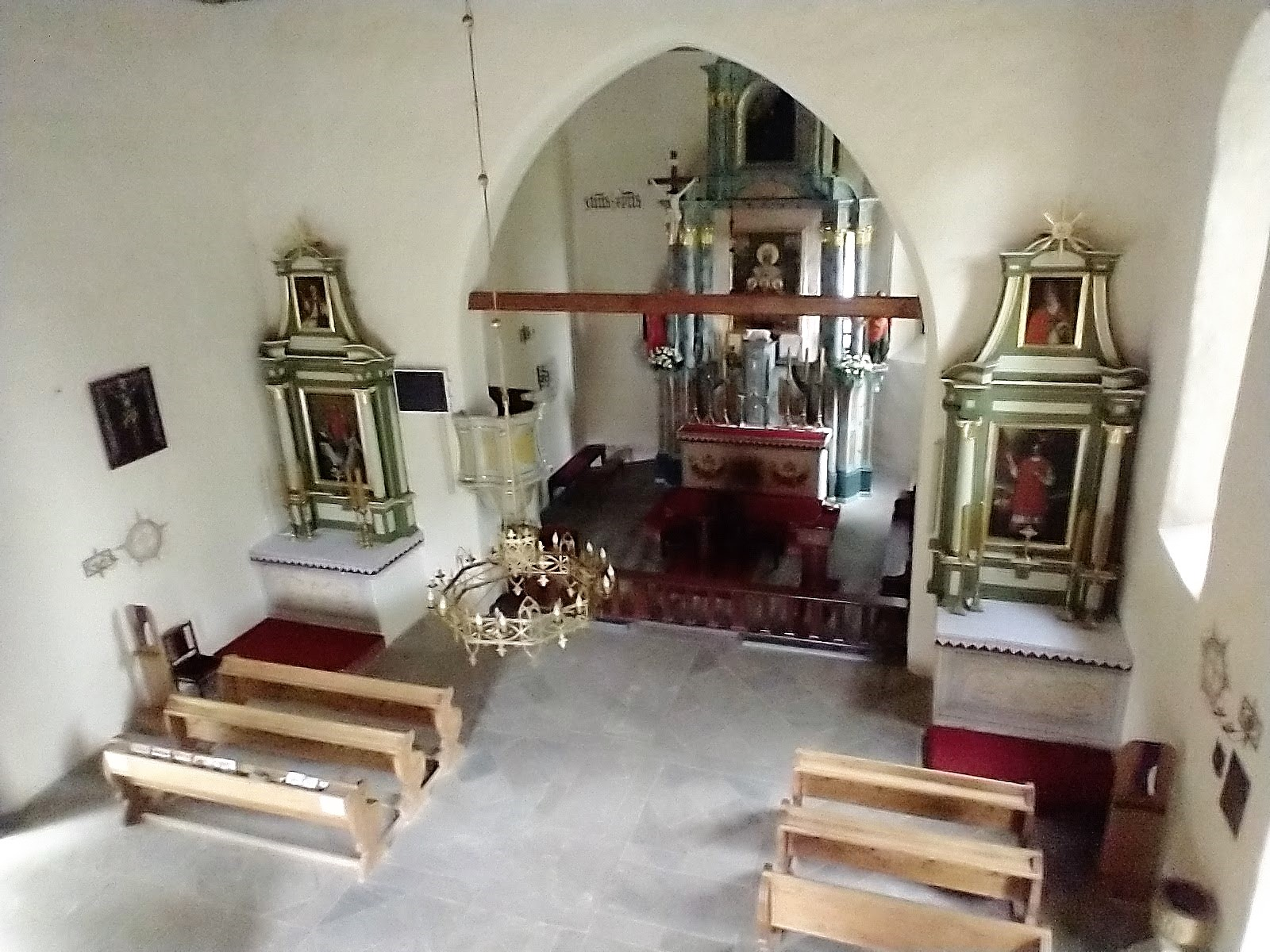
Wnętrze z ołtarzami
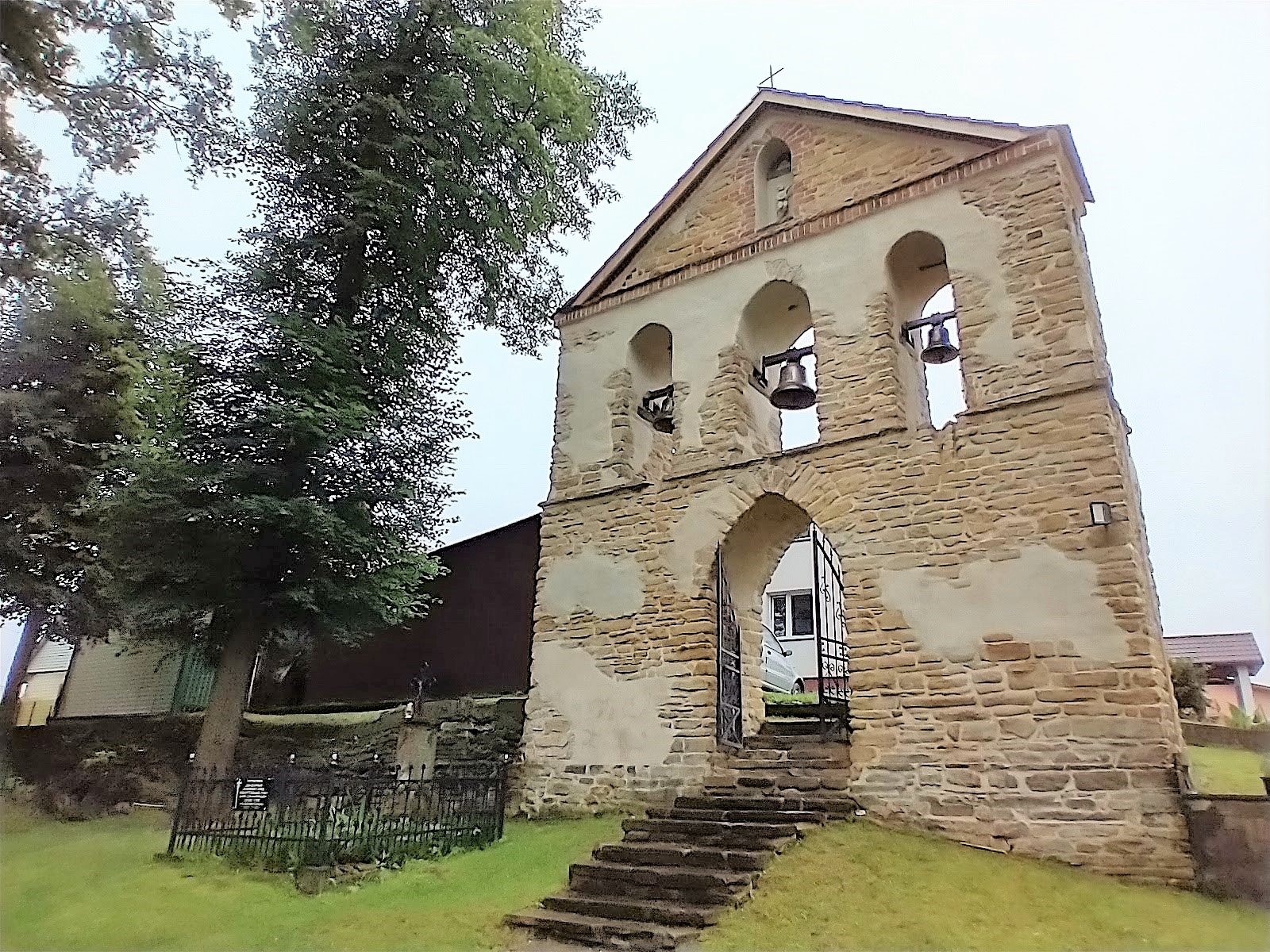
Dzwonnica